# Rzeka genów
Rzeka genów – książka popularnonaukowa brytyjskiego biologa Richarda Dawkinsa, opublikowana w 1995 roku. Tematem książki jest darwinowska koncepcja ewolucji. Autor snuje w niej opowieść o tytułowej Rzece genów, którą stanowią geny, które od momentu powstania życia na Ziemi płyną wraz z upływem czasu wspólnie, choć w rozmaitych konfiguracjach. Jest to nazwiązanie do tematyki poruszanej we wcześniejszych dziełach autora (Samolubny gen, Fenotyp rozszerzony i Ślepy zegarmistrz). Rzeka genów jest najkrótszą książką Dawkinsa, została wydana w serii Science Masters i zawiera ilustracje autorstwa żony autora - Lalli Ward. Tytuł książki został zaczerpnięty z Biblii (Księga Rodzaju, 2:10):
"Z Edenu zaś wypływała rzeka, aby nawadniać ów ogród, i stamtąd się rozdzielała, dając początek czterem rzekom."
Na książkę składa się pięć rozdziałów. Pierwszy przedstawia konstrukcję reszty książki oraz obraz życia jako rzeki genów płynącej w czasie o skali geologicznej, gdzie organizmy są tylko tymczasowymi ciałami - nośnikami genów. Drugi rozdział omawia, w jaki sposób pochodzenie człowieka może zostać przedstawione w postaci ścieżki łączącej różne jego odmiany z ostatnimi wspólnymi przodkami ze szczególnym uwzględnieniem afrykańskiej Ewy. Trzeci rozdział opisuje, jak stopniowy rozwój wynikający z doboru naturalnego może być przyczyną całej złożoności, jaką obserwujemy w przyrodzie. Czwarty rozdział zajmuje się czysto utylitarną relacją genów wobec organizmów, które budują i porzucają. Ostatni, piąty rozdział przedstawia kluczowe punkty dziejów życia oraz rozważa, jak podobne procesy mogłyby przebiegać w innych systemach słonecznych.
Wydanie polskie w tłumaczeniu Marka Jannasza zostało opublikowane przez wydawnictwo CIS (ISBN 83-85458-54-9) i Oficynę Wydawniczą "Most" (ISBN 83-85611-31-2) w 1995. Wydanie drugie (poprawione i uzupełnione): CIS, 2007 (ISBN 978-83-85458-36-4).

## Cyfrowa rzeka
Dawkins zaczyna książkę od z pozoru zaskakującego, ale prawdziwego stwierdzenia w imieniu wszystkich żyjących istot: żaden z naszych przodków nie umarł przed osiągnięciem wieku dojrzałego i spłodzeniem przynajmniej jednego potomka. W świecie, gdzie większość osobników nie osiąga wieku dojrzałego, to potomkowie są powszechni, w przeciwieństwie do przodków. Ale my wszyscy należymy do nieprzerwanego łańcucha przodków skutecznych w rozmnażaniu się. Łańcuch ten sięga w przeszłość aż do pierwszego jednokomórkowego organizmu.
Jeśli sukces organizmu może być mierzony zdolnością do przetrwania i reprodukcji, to o wszystkich żywych organizmach możemy powiedzieć, że odziedziczyły dobre geny od swoich skutecznych przodków, a nie od współczesnych tym przodkom organizmów, którym reprodukcja nie powiodła się. Każde kolejne pokolenie jest sitem testującym replikujące się i mutujące geny. Dobre geny przechodzą do następnego pokolenia, podczas gdy złe są odsiewane. To wyjaśnia dlaczego organizmy stają się coraz lepsze we wszystkim, czego muszą się podejmować, i wyraźnie kontrastuje z wizją lamarkizmu. Skuteczne organizmy nie ulepszają (nie mogą) swoich genów, to raczej dobre geny tworzą dobre organizmy, które z kolei umożliwiają kontynuację ich istnienia.
Zgodnie z tą wizją ewolucji można powiedzieć, że organizm nie jest niczym innym, jak tymczasowym ciałem, w którym zestaw towarzyszących sobie genów (w rzeczywistości alleli) współpracuje w osiągnięciu wspólnego celu: utrzymaniu organizmu przy życiu i jego rozwoju aż do osiągnięcia dorosłości (do tego momentu tworzą zespół) i reprodukcji, po której ich drogi rozchodzą się, bo później ich "pojazdami" są ciała potomków. Te tymczasowe ciała-"pojazdy" są tworzone i porzucane, ale dobre geny żyją wiecznie, w postaci doskonałego ciągu kopii, w wyniku wysokiej jakości reprodukcji, charakterystycznej dla procesu kopiowania cyfrowego.
Poprzez mejozę (rozmnażanie płciowe) nieśmiertelne geny odnajdują się w rozmaitych zestawach dobranych towarzyszy podróży poprzez kolejne generacje organizmów. Tak więc o genach można mówić jak o strumieniu danych, płynącym w czasie o skali geologicznej. Zaczerpnij z niej garść genów, a otrzymasz organizm. Choć z zasady geny są egoistyczne, to na dłuższą metę muszą być kompatybilne ze wszystkimi innymi w puli genowej danej populacji lub organizmu, bo tylko w ten sposób mogą wytwarzać skuteczne w reprodukcji organizmy.
Rzeka genów może rozdzielić się na dwa nurty, głównie z powodu geograficznego oddzielenia się dwóch populacji. Ponieważ należące do tych oddzielnych nurtów geny nigdy nie tworzą wspólnych ciał, ich rozwój może różnicować się i utracić kompatybilność. Organizmy tworzone przez te dwa nurty (lub gałęzie) genów zaczną w ten sposób stanowić dwa oddzielne, nie mogące posiadać wspólnych potomków gatunki. Na tym polega proces specjacji.

## Potomstwo afrykańskiej Ewy
Kiedy chcemy prześledzić pochodzenie człowieka, zwykle patrzymy na rodziców, dziadków, pradziadków itd. Tak samo postępujemy, śledząc rodowód w drugą stronę, poprzez dzieci i wnuki. Dawkins pokazuje, że takie podejście może być mylące, ponieważ z każdym kolejnym pokoleniem liczba przodków i potomków wzrasta w postępie geometrycznym. Wystarczy 80 pokoleń, by liczebność przodków wyrażała się w miliardach.
To proste obliczenie nie bierze pod uwagę faktu, że każda para rodziców to tak naprawdę związek pomiędzy odległymi kuzynami. Drzewo rodowe w rzeczywistości nie jest drzewem, wygląda jak skomplikowany graf.
Lepszym sposobem wyrażania relacji rodowodowych jest rzeka genów płynąca w długim czasie. Gen przodek płynie w nurcie organizmów jako własna doskonała kopia lub lekko zmutowany potomek. Chociaż w rozdziale tym nie jest dokładnie wyjaśniona różnica pomiędzy relacją łączącą geny przodka i potomka a taką samą relacją pomiędzy organizmami przodka i potomka, to pierwsza jego połowa dotyczy cech różniących te dwa modele rodowodu. Podczas kiedy organizmy, z powodu procesu rozmnażania płciowego, mają graf przodków i graf potomków, gen ma pojedynczy łańcuch przodków i drzewo potomków.
Mając dowolny gen danego osobnika, możemy prześledzić pojedynczy łańcuch przodków, podążając rodowodem tego genu zgodnie z tym, co wiemy o dziedziczeniu (Coalescent theory). Ponieważ pojedynczy organizm może być zbudowany z dziesiątków tysięcy genów, istnieje wiele rozmaitych dróg pochodzenia, jakie możemy odkryć przy użyciu tej metody. Ale wszystkie mają jedną wspólną cechę: jeśli zaczniemy badania od wszystkich żyjących współcześnie ludzi i prześledzimy ich pochodzenie, używając do tego celu jednego genu (a tak naprawdę jego locus), okaże się, że im dalej w przeszłość, z tym mniejszą liczbą przodków mamy do czynienia. Pula przodków maleje aż do odnalezienia ostatniego wspólnego przodka wszystkich współcześnie żyjących ludzi.
Teoretycznie możemy prześledzić ludzki rodowód, używając do tego celu pojedynczego chromosomu, ponieważ zawiera on zestaw genów i jest przekazywany od rodziców do potomków w niezależny sposób tylko od jednego z dwóch rodziców. Ale ta metoda nie jest wiarygodna z powodu rekombinacji genetycznej (crossing-over), która w procesie mejozy miesza geny z niesiostrzanymi chromatydami od obojga rodziców.
Jednakże w przeciwieństwie do DNA zawartego w jądrze komórkowym mitochondrialny DNA (mtDNA) nie podlega temu mieszaniu. Może więc zostać użyte do prześledzenia rodowodu matrylinearnego i odnalezienia tzw. mitochondrialnej Ewy (znanej także jako "afrykańska Ewa") - ostatniego wspólnego przodka wszystkich ludzi.

## Małymi kroczkami do celu
Główne wątki trzeciego rozdziału pochodzą z innej książki Dawkinsa, Ślepego zegarmistrza. Jego celem jest pokazanie dlaczego stopniowy, ciągły i kumulacyjny rozwój organizmów drogą doboru naturalnego jest jedynym mechanizmem, który może wyjaśnić złożoność, jaką możemy zaobserwować w przyrodzie. Dawkins z werwą udowadnia, jak bezsensowne jest zachowanie kreacjonistów, przywołujących nadnaturalne moce dla wyjaśnienia zjawisk przyrodniczych. Obala ich stwierdzenia typu "nie mogę uwierzyć, aby to i to powstało ewolucyjnie w drodze doboru naturalnego, więc musiała mieć w tym swój udział siła wyższa" i ironicznie nazywa takie stwierdzenia "argumentem przez osobiste niedowiarstwo".
Kreacjoniści często twierdzą, że niektóre właściwości organizmów (np. podobieństwo dwulistników (storczykowate) do samic osy, tańce pszczół, mimikra straszyków itp.) są zbyt skomplikowane, by mogły być wynikiem ewolucji. Niektórzy mówią: "połowa mechanizmu w ogóle nie działa" inni "żeby ten mechanizm działał, musi być doskonały od razu". Dawkins pokazuje, że takie stwierdzenia wynikają z niewiedzy.

... Co naprawdę wiesz o storczykach lub osach, lub o oczach, którymi osy patrzą na samice i storczyki? Co upoważnia cię do zapewnienia, że osy tak trudno oszukać, że podobieństwo storczyków musi być pod każdym względem doskonałe, żeby działało?

Dawkins udowadnia ten punkt widzenia, opisując, jak naukowcy zwodzą zwierzęta przy użyciu prostych metod. Na przykład ryby z rodziny ciernikowatych uważają wszystko, co przypomina kształtem gruszkę, za niezwykle atrakcyjne seksualnie. Mewy, kierowane ślepym instynktem, traktują jak własne jaja także drewniane cylindry. Pszczoły wypychają z ula własne towarzyszki, jeśli tylko te mają na sobie ślad kwasu oleinowego. Samica indyka jest gotowa zabić wszystko, co się porusza i nie wydaje dźwięku charakterystycznego dla młodych indyków, więc jeśli jest głucha, może zabić własne potomstwo.
Jeszcze bardziej przekonywającym argumentem przeciwko odwoływaniu się do argumentum ad ignorantiam jest podkreślanie stopniowego charakteru procesu ewolucji. Dla przykładu niektóre zwierzęta takie jak straszyki prezentują zdumiewająco doskonały poziom kamuflażu, ale oczywiste jest, że jakikolwiek kamuflaż jest lepszy niż żaden. Istnieje stopniowe przejście pomiędzy doskonałym kamuflażem a jego brakiem. 100% kamuflaż jest lepszy niż 99%, a 50% jest lepszy niż 49% i oczywiście 1% jest lepszy niż zupełny brak. Stworzenie posiadające najgorszy nawet kamuflaż ma większe szanse na zostawienie potomstwa niż inni przedstawiciele jego gatunku, w ogóle nie posiadający kamuflażu. W ten sposób jego geny osiągną sukces ewolucyjny i prawdopodobnie zdominują pulę genetyczną w drodze doboru naturalnego, produkując coraz lepsze wersje kamuflażu.
To stopniowanie można odnieść nie tylko do samego kamuflażu, można wziąć również pod uwagę cechy środowiska. Na przykład 1% kamuflaż może być nieodróżnialny od jego braku w pełnym świetle, ale kiedy zapada zmierzch może dawać przewagę nad nieposiadającymi kamuflażu. Ten sam argument dotyczy również cech drapieżnika, np. bardzo słaby kamuflaż może działać dopiero w pewnej odległości, pod pewnym kątem patrzenia itp.
Można nie tylko prześledzić stopniowe zmiany, mogące doprowadzić do powstania tak złożonego organu, jakim jest ludzkie oko. Dawkins cytuje wyniki badań z użyciem symulacji komputerowej, jakie przeprowadzili szwedzcy badacze Dan Nilsson i Susanne Pelger, by pokazać, że oko mogło wyewoluować od podstaw tysiąc razy. Jak pisze:

"czas potrzebny do powstania oka okazał się tak krótki, że jest zbyt mały, by mierzyć go skalą geologiczną"

 i 

"nie jest żadnym cudem, że oko powstało w królestwie zwierząt w zupełnie niezależny sposób przynajmniej czterdzieści razy".

## Funkcja użyteczności Boga
Ten rozdział zajmuje się sensem życia, inaczej mówiąc, celem, do którego dąży. Jest to pytanie, które od wieków i na próżno zadawali sobie filozofowie i teologowie - "dlaczego?". Natomiast inżynierowie i naukowcy byli w stanie odpowiedzieć na inne pytanie - "jak?".
Dawkins zaczyna rozdział od opowiedzenia o tym, w jaki sposób Charles Darwin przestał być religijny. "Nie jestem w stanie uwierzyć, że dobry i wszechmocny Bóg stworzył gąsieniczniki, których pokarmem są żywe larwy". Czemu larwa musi doświadczać tak strasznego cierpienia? Czemu nie zostaną przedtem uśmiercone? Czemu dzieci muszą umierać przedwcześnie? I czemu my wszyscy musimy się starzeć i umierać?
Dawkins zmienia znaczenie słowa cel w zaczerpniętej z ekonomii kategorii zysku. Inżynierowie w celu odgadnięcia funkcji nieznanego sprzętu (lub programu) używają tzw. "odwrotnej inżynierii". Dawkins stosuje tę metodę do odgadnięcia, jaki mógłby być cel istnienia według hipotetycznego Boga.
Pokazuje, że przypuszczenie, iż cały ekosystem lub gatunek jako całość mają jakiś cel istnienia, jest błędne. Również błędne jest przypuszczenie, że pojedynczy osobnik żyje w jakimś celu. W przyrodzie tylko geny mają funkcję celu - kontynuować swoje istnienie z zupełną obojętnością wobec cierpienia, jakie spotyka organizmy przez nie budowane, używane i porzucane. Jak wskazał autor w pierwszym rozdziale, to właśnie geny są władcami w świecie przyrody. Inaczej mówiąc, to gen jest jednostką doboru naturalnego, nie organizm lub jakaś grupa wyższego rzędu, jak proponowali zwolennicy koncepcji doboru grupowego.
Ważne jest tylko to, by osobnik dorósł i osiągnął sukces w reprodukcji, przekazując swoje geny następnemu pokoleniu. To, co mu się wydarzy potem, nie ma już znaczenia. Ponieważ osobnik zawsze jest zagrożony śmiercią, genom opłaca się budować organizmy, które przeznaczają właściwie wszystkie swoje zasoby tylko po to, by jak najszybciej wydać na świat potomstwo. Przedmiotem doboru są tylko cechy występujące do czasu reprodukcji. I dlatego np. choroby późnego wieku, takie jak pląsawica Huntingtona, nie mają właściwie żadnego wpływu na ewolucyjny sukces genów. Ważne jest tylko przekazanie informacji genetycznej następnym pokoleniom. Na zakończenie Dawkins pisze:

Podczas krótkiego czasu, kiedy to pisałem to zdanie, tysiące zwierząt było żywcem pożeranych, inne uciekały w przerażeniu, ratując swoje życie, jeszcze inne powoli konały z powodu pasożytów; tysiące przedstawicieli wszystkich gatunków umierało z głodu, pragnienia lub chorób. Jeśli kiedykolwiek pojawi się czas dobrobytu, natychmiast spowoduje on wzrost populacji i naturalny stan niedostatku i nędzy zostanie przywrócony.

## Bomba replikacyjna
W ostatnim rozdziale autor rozważa, jak ewolucja mogłaby przebiegać poza Ziemią. Wygląda na to, że może się rozpocząć od spontanicznego powstania samoreplikującej się jednostki lub zjawiska dziedziczenia. Kiedy już ten proces się rozpocznie, doprowadzi on do powstania coraz większej liczby replikujących się jednostek, aż do momentu kiedy zużyte zostaną wszystkie dostępne zasoby, a wszystkie nisze ekologiczne zostaną zajęte. Stąd tytuł tego rozdziału, nawiązujący do postępującej eksplozji życia.
Dawkins próbuje wskazać dziesięć kamieni milowych w historii jedynej znanej nam bomby replikacyjnej - życia na Ziemi. Oddziela od tych uwarunkowań lokalne, charakterystyczne tylko dla Ziemi warunki, by sprawdzić, czy są uniwersalne i mogą mieć zastosowanie również na innych systemach planetarnych.
Kolejne etapy obejmują powstawnie:
1. życia
2. fenotypów
3. współpracy między replikatorami
4. organizmów wielokomórkowych
5. komórek nerwowych
6. świadomości
7. mowy
8. rozwoju technicznego
9. opanowanie technologii fal radiowych
10. opanowanie podróży kosmicznych

Wg tej klasyfikacji jako ludzkość znajdujemy się obecnie między 9. a 10. etapem.